# Václav Stehlík (odbojář)
Václav Stehlík (14. října 1879 Kamenný Újezd u Rokycan – 28. května 1942 Plzeň-Lobzy) byl železničář a československý odbojář, podporovatel výsadků Anthropoid, Intransitive a Tin.

## Život
Václav Stehlík se narodil 14. října 1879 v Kamenném Újezdu u Rokycan. Pracoval jako železničář, v době protektorátu v penzi. S manželkou Růženou Stehlíkovou rozenou Novákovou (* 19. dubna 1889) měl tři děti: dceru Josefínu (* 10. února 1914), syna Václava (* 28. října 1915) a syna Františka (11. srpna 1929). Dcera Josefína byla vdaná za Františka Marešku (* 2. prosince 1911).

## Odbojová činnost
Václav Stehlík patřil do širokého okruhu odbojářů z řad železničářů, kteří byli napojeni na bývalé Politické ústředí. Jeho blízký přítel, sociálně demokratický poslanec František Němec, poskytl jeho adresu zpravodajskému odboru Ministerstva národní obrany v Londýně.

### Anthropoid
Brzy ráno 29. prosince 1941 seskočili Jan Kubiš s Jozefem Gabčíkem u obce Nehvizdy. Josef Gabčík se při seskoku zranil na noze. Operační materiál ukryli v boudě zahradníka Antonína Sedláčka, kde přečkali noc. Kubiš se ráno obrátil na místního faráře Františka Samka, který mu poradil, jak se dostat na nejbližší vlakovou stanici Mstětice. Odtud se parašutisté vydali vlakem na kontaktní adresu k Václavu Stehlíkovi do Rokycan. Po sdělení smluveného hesla "Pozdrav od Hradeckého" je u sebe ubytoval a také zařídil ošetření Gabčíkovy poraněné nohy u MUDr. Zdenko Čápa. Od Václava Stehlíka se parašutisté později přesunuli do Plzně na další kontaktní adresu k Václavu Královi.

### Intransitive a Tin
Parašutisté operací Intransitive a Tin byli společně vysazeni 29. dubna 1942 na Rožmitálsku. Při seskoku ale došlo k rozptýlení členů obou skupin. Ještě týž den přijal Václav Stehlík ve svém domě dvojici tvořenou Vojtěchem Lukaštíkem z výsadku Intransitive a Ludvíkem Cupalem z výsadku Tin. Zraněnému Cupalovi zajistil ošetřeni opět u doktora Čápa. Dne 1. května pak parašutisté odjeli z Rokycan na Moravu.

## Udání, zatčení
V domě Václava Stehlíka bydlela také Stehlíkova dcera Josefína s manželem Františkem Mareškou. Ten se po rodinné hádce vydal na nejbližší četnickou stanici, kde své příbuzné udal. (Podle badatele Jaroslava Čvančary a historika Vojtěcha Šustka je však tato verze příběhu nepravděpodobná. Podle nich je rodinná zrada pravděpodobně smyšlenkou protektorátních policistů, kteří možná sami Stehlíkovy zatkli a na Marešku posléze svalili vinu.)
Dne 25. května 1942 zatklo celou rodinu gestapo, a to včetně Stehlíkova zetě Marešky. Všichni byli odsouzeni k smrti a den po útoku na Reinharda Heydricha, tj. 28. května 1942, popraveni na střelnici v Plzni-Lobzích. Dost možná se gestapo touto unáhlenou akcí připravilo o důležité svědky či stopy vedoucí k parašutistům.

## Připomínka
- Na domě, kde Václav Stehlík bydlel (Rokycany, Stehlíkova 319) je umístěna pamětní deska s nápisem: "ZDE ŽIL VÁCLAV STEHLÍK, ŽELEZNIČÁŘ. VE DRUHÉ SVĚTOVÉ VÁLCE POSKYTL ÚKRYT ČESKÝM PARAŠUTISTŮM Z ANGLIE. ZA TO BYL SE SVOJÍ PĚTIČLENNOU RODINOU 28.5.1942 GESTAPEM POPRAVEN."[3]
- Po Václavovi Stehlíkovi byla pojmenována ulice, ve které v Rokycanech bydlel.
- Jeho jméno a jména jeho příbuzných jsou uvedena na pomníku obětem 2. světové války v Plzni, v areálu sportovní střelnice. Na pomníku je nápis: "MUČEDNÍKŮM ZDE ZASTŘELENÝM V LÉTECH 1939 -1945 VĚNUJÍ SPOLUOBČANÉ".[4]
- Jeho jméno a jméno jeho příbuzných jsou uvedena na pomníku obětem 2. světové války v Rokycanech, na náměstí 5. května, před vlakovým nádražím. Na pomníku je nápis: "OBĚTEM FAŠISMU / OKRES ROKYCANSKÝ / 1939 - 1945 / MĚSTO ROKYCANY / OBĚTEM NACISTICKÉ OKUPACE / 1939 - 1945".[5]

## Galerie

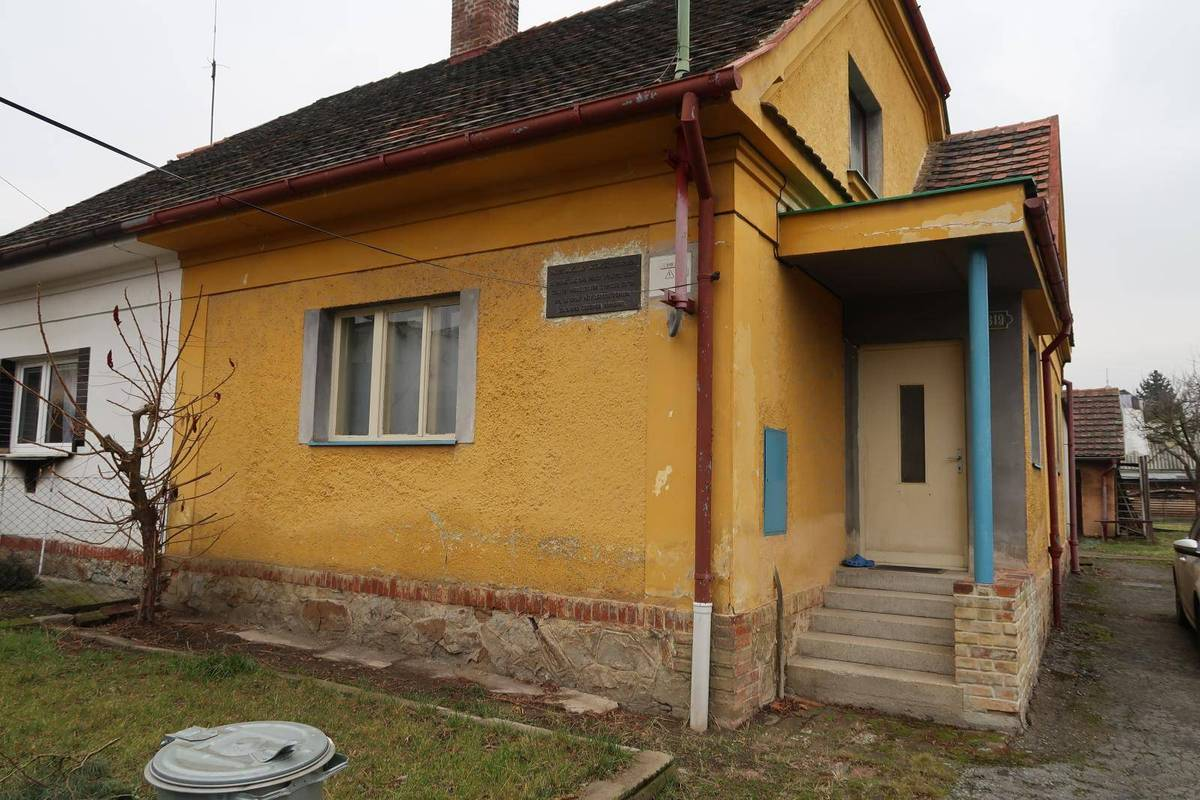
Dům Václava Stehlíka v Rokycanech
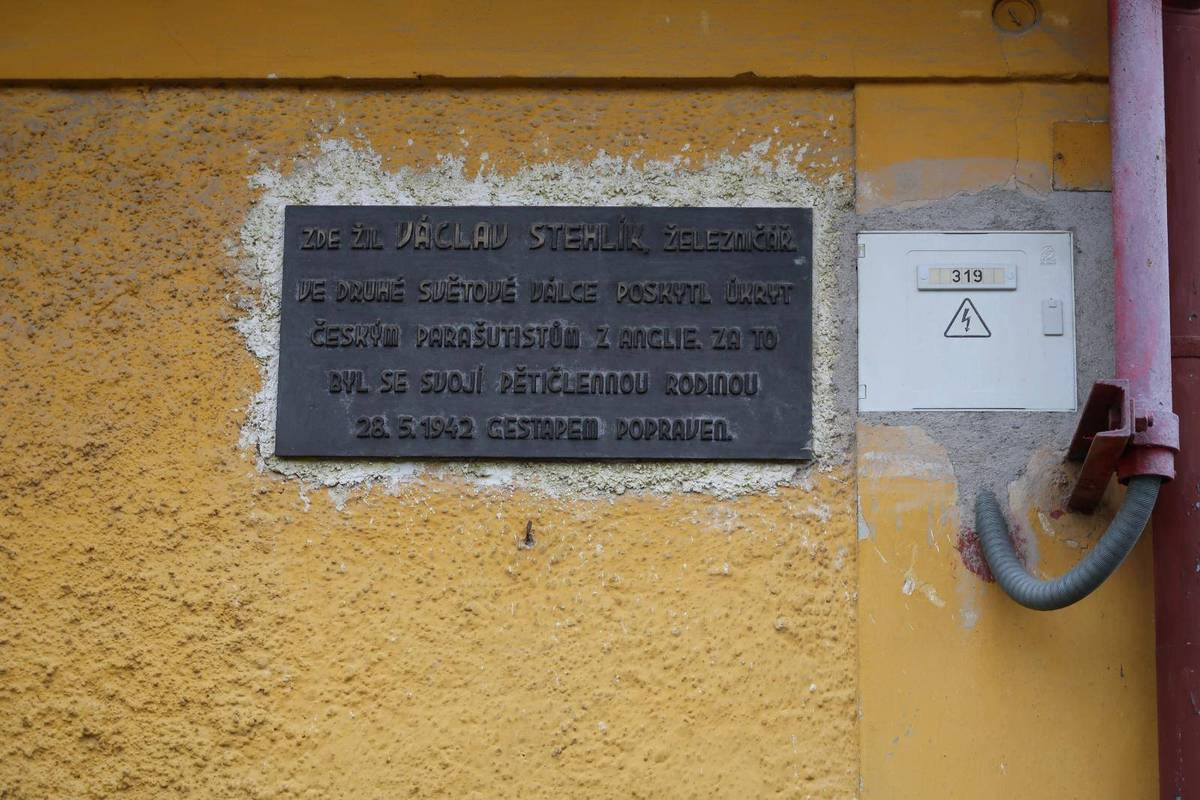
Pamětní deska na domě Václava Stehlíka v Rokycanech
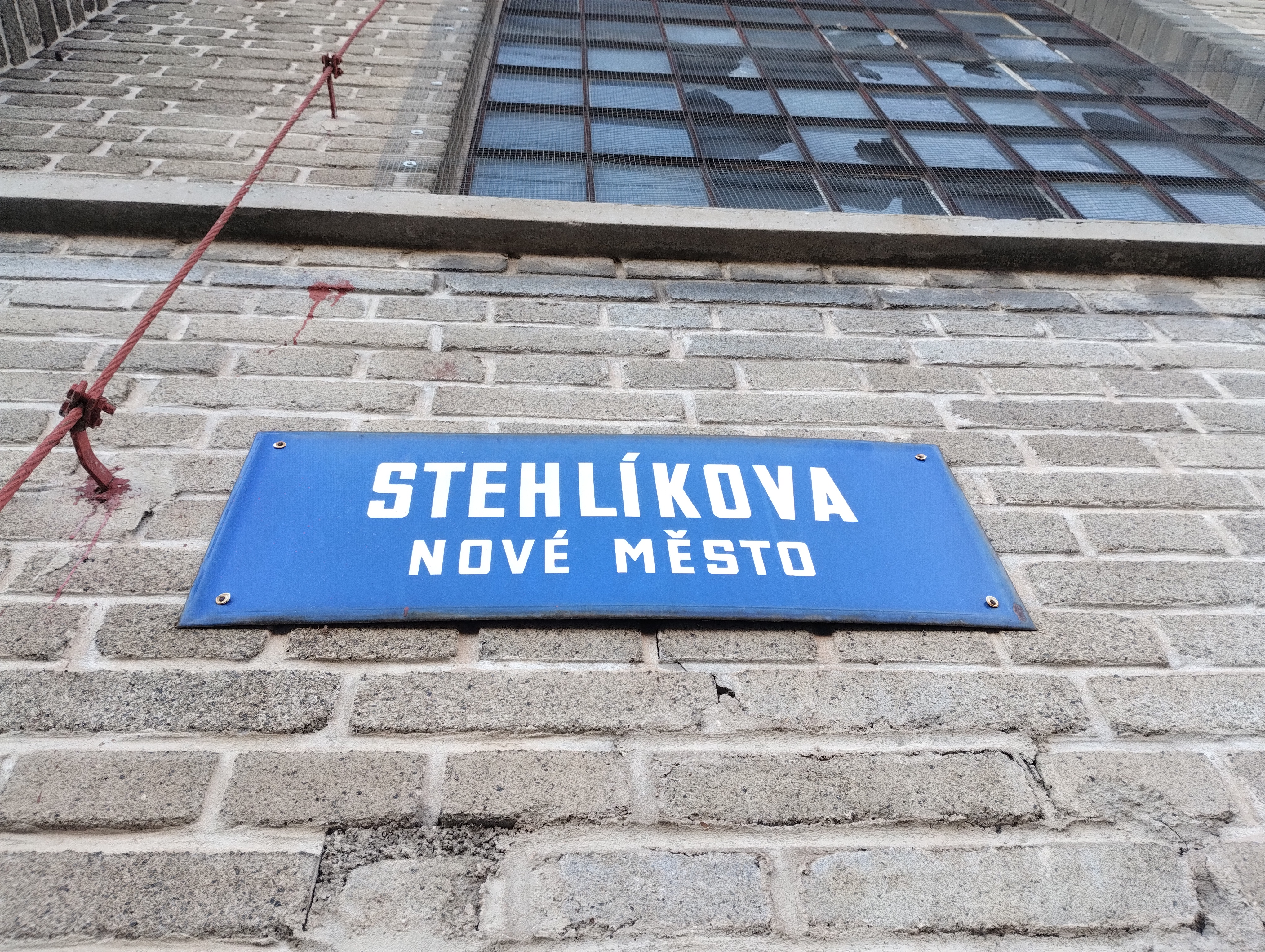
Ulice Stehlíkova v Rokycanech